# Схерія

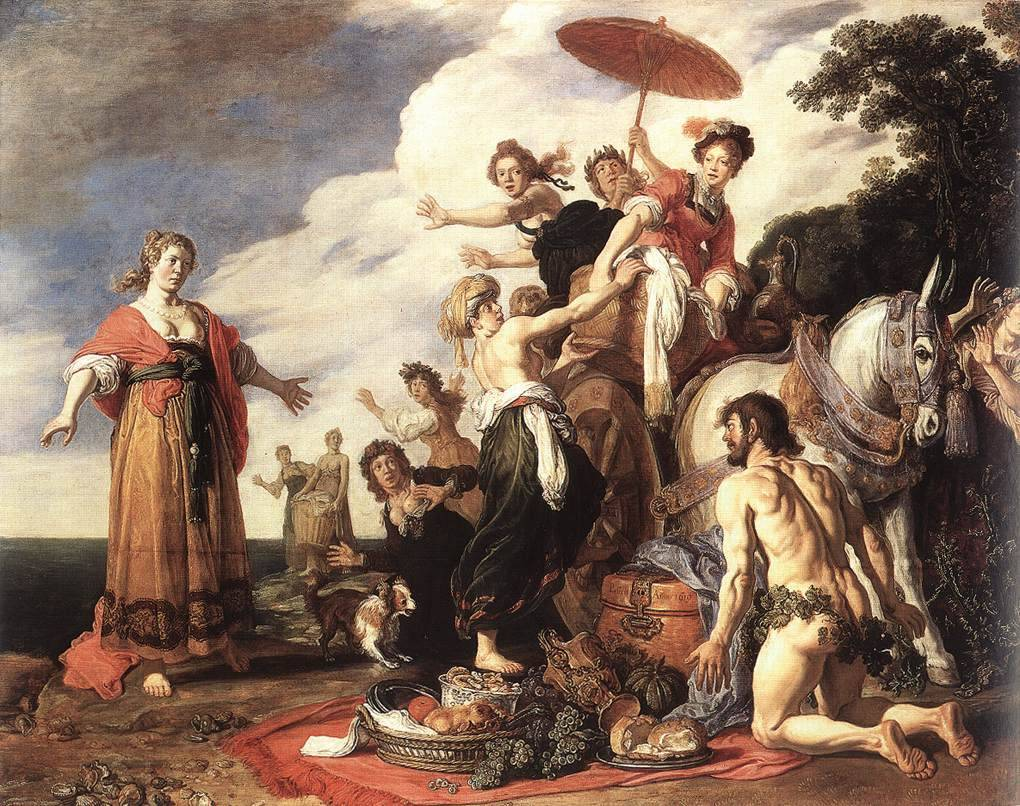
Пітер Ластман: Одіссей і Навсікая (дерево, олія, 1619; Стара пінакотека, Мюнхен)

Схері́я (грец. Σχερία) — в Одіссеї великий острів феаків, цар яких Алкіной прийняв Одіссея під час його мандрів. В античності Схерією вважали острів Кіфара (тепер острів Керкіра). На думку науковців, Схерія — казковий острів, витвір народної фантазії, який має риси утопії.

## Від Огігії до Схерії
Покидаючи Огігію, Одіссей побудував пліт і поплив на схід, отримавши вказівку Каліпсо орієнтуватися за зірками. На вісімнадцятий день з'явилися темні гори землі феаків, які виглядали як щит у туманній безодні. Посейдон помітив його пліт і, прагнучи помститися за свого сина Поліфема, якого осліпив Одіссей, викликав бурю. Після трьох днів боротьби з хвилями він нарешті потрапив на Схерію.

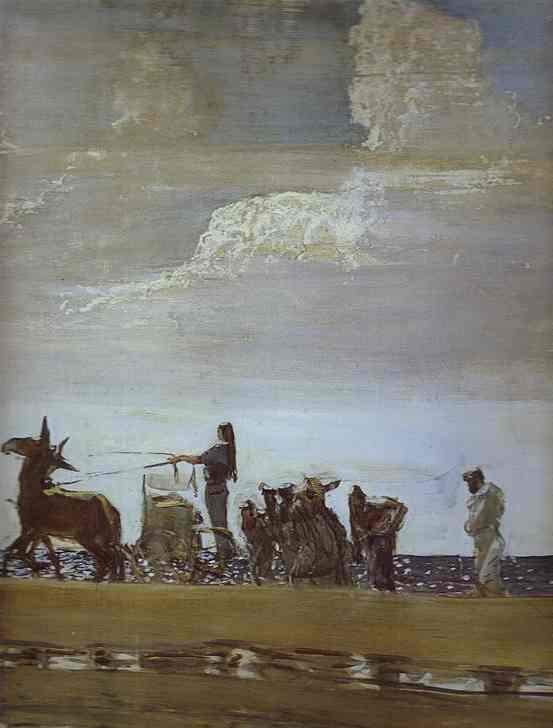
Одісей та Навсікая, 1910, Валентин Сєров, Третьяковська галерея

## Зустріч Одіссея з Навсікаєю
Тим часом богиня Афіна пробралася до палацу, переодягнувшись дочкою морського капітана, і уві сні наказала принцесі Навсікаї (дочці царя Алкіноя) піти на берег моря та випрати свій одяг. Наступного ранку Навсікая зі служницями вирушила на берег моря і, виправши білизну, почала грати на пляжі у гру зі сміхом, хихотінням і криками. Одіссей, який спав поруч, виснажений своєю пригодою, прокинувся від галасу. Прикривши свою наготу листям, він пішов просити допомоги у дівчат. Побачивши неохайного Одіссея у такому стані, служниці розбіглися, але Навсікая, підбадьорена Афіною, залишилася і заговорила з ним. Щоб перепросити за служниць, вона зазначила, що феаки «найдальші з людей, і жоден інший смертний не спілкувався з ними», тому вони втекли, оскільки ніколи раніше не бачили незнайомця. Гостинна Навсікая дала Одіссею одяг, їжу та напої, а потім направила його до палацу царя Алкіноя.

## Палац царя Алкіноя

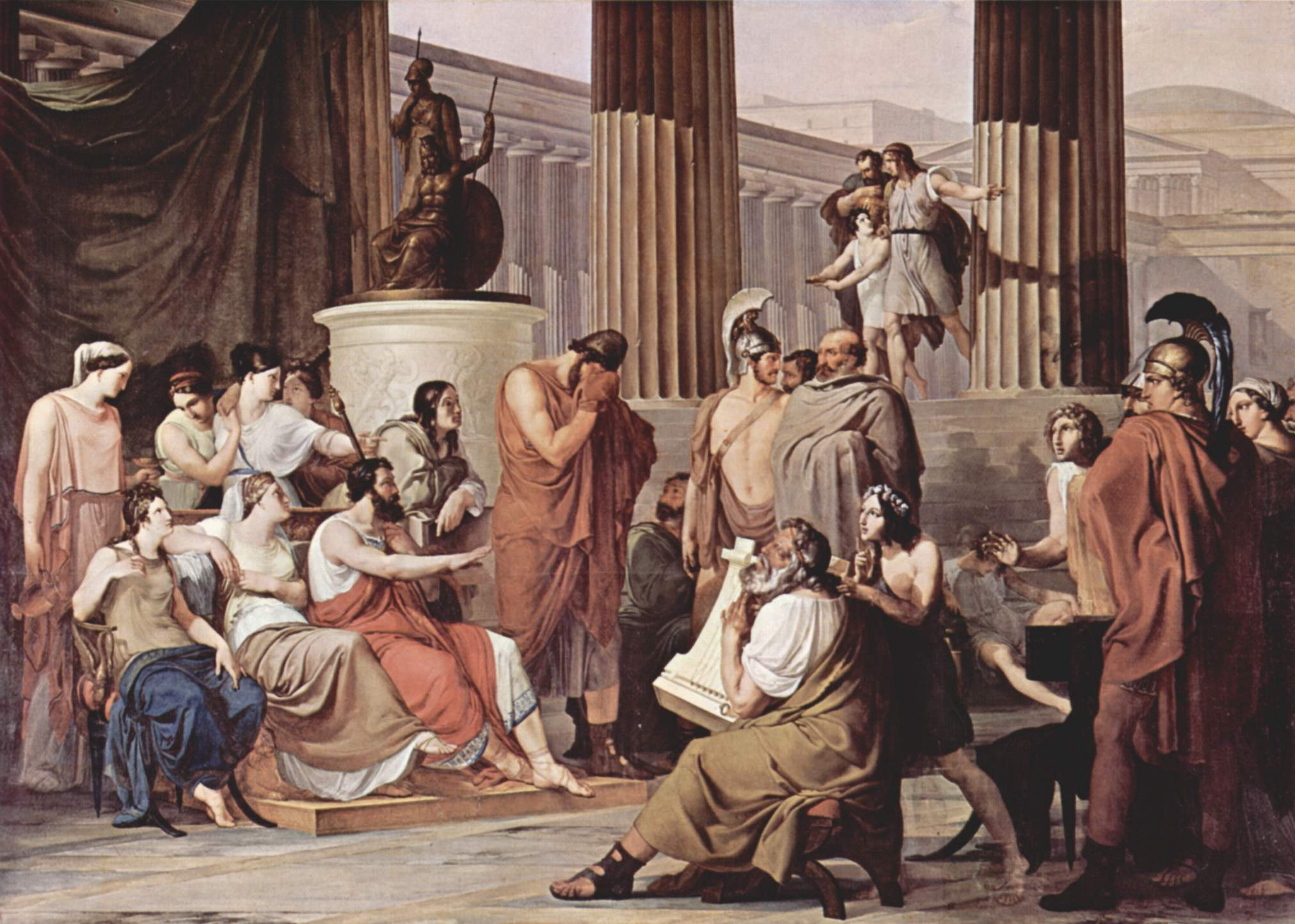
Франческо Аєц: Одесей в палаці Алкіноя (олія, полотно близько 1815 року; Музей Каподімонте, Неаполь)

Дотримуючись вказівок Навсікаї, Одіссей хотів увійти до палацу царя Алкіноя та благати про милість у цариці Арети, щоб повернутися додому. Дорогою до палацу Одіссей зустрів Афіну, пееодягнену місцевою дівчиною. Ззамаскована Афіна порадила йому як увійти до палацу. Вона, знаючи, що феаки вороже ставляться до людей з чужих земель, закутала Одіссея у туман, який сховав його від погляду феаків. Під захистом Афіни Одіссей пройшов через увесь захист палацу й потрапив до кімнати царя Алкіноя. Одіссей обійняв царицю за ноги та благав про допомогу. Алкіной і його придворні були здивовані, побачивши незнайомця, який зайшов до їхнього захищеного палацу. Лише після того, як Ехеней, феакський старійшина, закликав царя Алкіноя прийняти чужинця, вони проявили гостинність.
Вхідні двері палацу прикрашені двома собаками зі срібла та золота, зроблені Гефестом. Стіни палацу зроблені з бронзи, що «сяє, як сонце», з воротами із золота. У стінах є чудовий сад з яблунями, грушами та гранатами, які родючі цілий рік. Палац навіть обладнаний системою освітлення, яка складається із золотих статуй юнаків із факелами. Одіссей розповів Алкіною та його двору історію своїх пригод після Троянської війни, то феаки повезли його на Ітаку на одному зі своїх кораблів.

## Кораблі феаків
Феаки володіли чудовими кораблями. Вони значно відрізнялися від пентеконтерів, кораблів, які використовували під час Троянської війни, і були керовані думкою. Цар Алкіной сказав, що феаки перенесли Радаманта на Евбею, «яка є найдальшою з усіх місць», і повернулися того ж дня. Він також пояснив Одіссеєві, яка інформація потрібна феакійським кораблям, щоб доставити його додому на Ітаку:

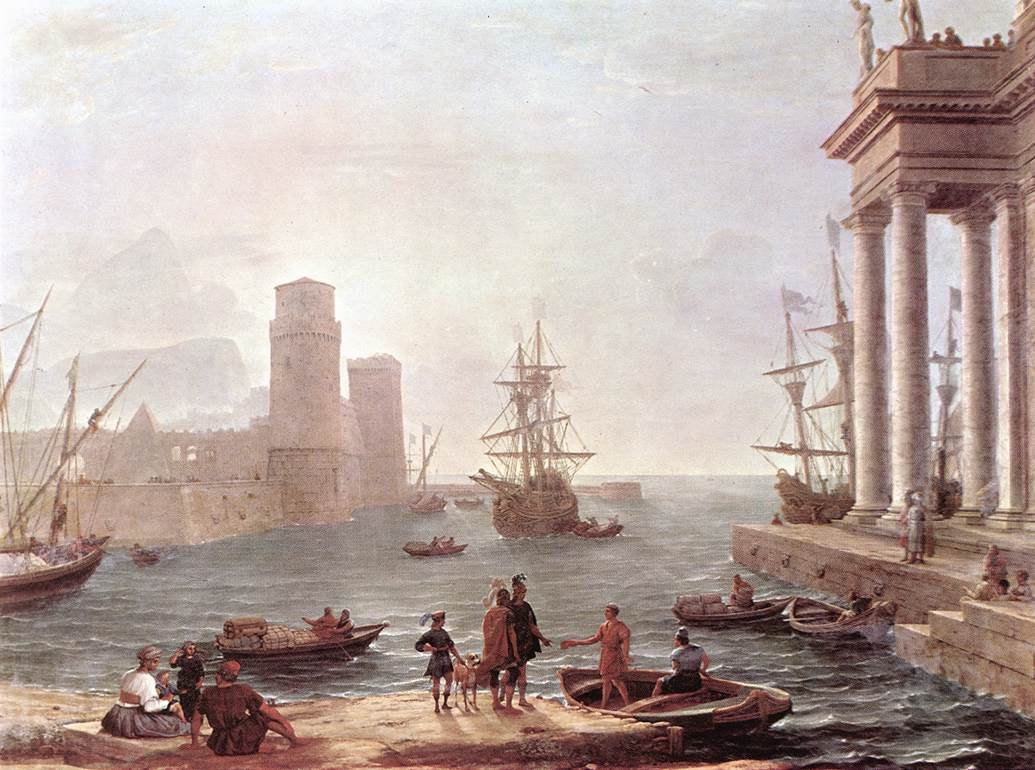
Клод Лоррен: Відплиття Одіссея з острова феаків (олія, полотно, 1646; Лувр, Париж)

|  | Землю свою ти назви, і місто, й народ, щоб свідомо Шлях спрямувати могли кораблі, які плинуть з тобою. На феакійських-бо суднах у нас не буває стерничих, Навіть немає стерна, як на інших то суднах буває, — Наміри й мислі людей вони-бо й самі розуміють, Знають усякого люду міста і поля плодоносні, Швидше від інших усіх безодню морську пропливають, Млою й туманом густим оповиті. І не бояться Шкоди якої зазнати чи й зовсім загинути в морі. |

Гомер описує фіакійські кораблі швидкими, як сокіл, і яскраво описує відхід корабля:
|  | Аж підіймаються високо вгору вони над землею, Так піднімався і ніс корабля, а позаду багряна Хвиля шумливого моря аж пінилась, так бушувала. Плив корабель неухильно вперед, і ні яструб, ні сокіл, Птах найбистріший, не міг би у летові з ним порівнятись. Швидко летів корабель, морську розсікаючи хвилю |

## Географічне положення Схерії
Багато стародавніх і сучасних тлумачів схиляються до ідентифікації Схерії з островом Керкіра, який знаходиться в межах 110 км від Ітаки. Фукідід у своїй «Історії» ототожнює Схерію з Керкірою. Він описав невдоволення коринфян керкірянами, які «не могли придушити гордості за високе військово-морське становище острова, морська слава якого походить з часів його старих мешканців, феаків». Місцеві жителі Керкіри стверджували це, вказуючи на скелю біля західного узбережжя острова, яка нібито є кораблем, який перевіз Одіссея назад на Ітаку, але Посейдон перетворив його на камінь, щоб покарати фіаків за допомогу його ворогу:
|  | Тільки-но люди із міста побачать здаля корабель той, Що підпливатиме, в камінь його оберни біля суші, Виглядом схожий на той корабель, щоб усі дивувались |

Феаки не брали участь у Троянській війні. Грецька назва Φαίακες походить від phaiós (φαιός «сірий»). Феаки в «Одіссеї» не знали Одіссея (хоча знали про нього, про що свідчать розповіді Демодока), тому називали його «чужим». Однак Одіссей був царем більшості Іонічних островів, не лише Ітаки, а й «Кефалонії, Неріту, Крокілеї, Егіліпса, Сама та Закінфа», тому, якби Схерія була Керкірою, було б дивно. що жителі одного з Іонічних островів не знали Одіссея. Крім того, коли Одіссей відкрив свою особу, він сказав: «[…] а я після того, як день обмине мене згубний, Вас би гостинно прийняв, хоч звідси й далеко домую.», вказуючи, що Схерія була далеко від Ітаки.
Багато характерних рис фіаків, зокрема їхнє мореплавання та спокійний спосіб життя, свідчать про мінойський Крит. Крім морехідної майстерності, стіни палацу, які сяяли, як Сонце, були вкриті не бронзою, а орихалком. Це схожість змушує думати, що Схерія співвідноситься з розповіддю Платона про Атлантиду. Олена Блаватська у своїй «Таємній доктрині» (1888) висунула думку, що першим про Атлантиду написав Гомер. З давніх часів деякі науковці, досліджуючи роботу та географію Гомера, припускали, що Схерія була розташована в Атлантичному океані. Серед них були Страбон і Плутарх.

## Версія Страбона
Приблизно через вісім століть після Гомера географ Страбон критикував Полібія за його географію «Одіссеї». Страбон припустив, що Схерія й Огігія розташовані посередині Атлантичного океану.
|  | В іншому випадку він (Полібій) приховує твердження. Бо Гомер також каже: «Легко проплив корабель течією ріки Океану» та «Аж на Огігію, острів далекий», де живе донька Атласа; і знову до феаків: «Одаль від інших людей, на краю многошумного моря. Ми живемо, і чужі поміж нас не мішаються люди». Усі ці [випадки] ясно свідчать про те, що він [Гомер] розповідає про події, які відбуваються в Атлантичному океані. |